# Jessica Hynes
Jessica Hynes (15 de novembro de 1972, Londres, Inglaterra), é uma atriz e roteirista britânica. Ela era conhecida profissionalmente como Jessica Stevenson até 2007, quando mudou o sobrenome para Hynes devido ao casamento.
Jessica é mais conhecida como uma das criadoras e escritoras do britcom Spaced, no qual interpretou Daisy. Em 2009 ela foi nomeada ao Tony Award por "Melhor Performance por uma Atriz Convidada em uma Peça".

## Vida Pessoal
Ela mora em Londres com seu marido Adam Hynes, o qual ela conheceu com 18 anos e casaram em 2002. Eles tem três crianças.

## Filmografia

### Filmes
| Ano  | Filme                                     | Papel                 |
| ---- | ----------------------------------------- | --------------------- |
| 1993 | Swing Kids                                | Helga                 |
| 2000 | Born Romantic                             | Libby                 |
| 2000 | Tomorrow La Scala!                        | Victoria              |
| 2002 | Pure                                      | Paramédico            |
| 2004 | Shaun of the Dead                         | Yvonne                |
| 2004 | Bridget Jones: The Edge of Reason         | Magda                 |
| 2006 | Confetti                                  | Sam                   |
| 2006 | Four Last Songs                           | Miranda               |
| 2007 | Son of Rambow                             | Mary                  |
| 2007 | Magicians                                 | Linda                 |
| 2007 | Harry Potter and the Order of the Phoenix | Mafalda Hopkirk (voz) |
| 2008 | Faintheart                                | Cathy                 |
| 2025 | Death of a Unicorn                        |                       |

### Televisão
| Ano           | Título                        | Papel                   | Notas                   |
| ------------- | ----------------------------- | ----------------------- | ----------------------- |
| 1994          | The House of Eliott           | Charlotte Parker        | 1 episódio, 1994        |
| 1995          | Six Pairs of Pants            | vários                  | 3 episódios, 1995       |
| 1995          | Tears Before Bedtime          | Maggie                  | 4 episódios, 1995       |
| 1995          | Crown Prosecutor              | Jackie South            | 10 episódios, 1995      |
| 1996          | Asylum                        | Martha/Nurse McFadden   | 6 episódios, 1996       |
| Mash and Peas | vários                        | episódios desconhecidos |                         |
| 1997          | Midsomer Murders              | Judith Lessiter         | 1 episódio, 1997        |
| 1997          | Staying Alive                 | Alice Timpson           | 12 episódios, 1996-1997 |
| 1997          | Armstrong and Miller          | vários                  | 1 episódio, 1997        |
| 1997          | Harry Enfield and Chums       |                         | 1 episódio, 1997        |
| 1998          | Unnatural Acts                | vários personagems      | 4 episódios, 1998       |
| 1998          | Alexei Sayle's Merry-Go-Round | vários                  | 1 episódio, 1998        |
| 1999          | People Like Us                | Sarah                   | 1 episódio, 1999        |
| 1999          | Spaced                        | Daisy                   | 14 episódios, 1999-2001 |